# 문유강
문유강(1996년 2월 22일 ~ )은 대한민국의 배우이다.

## 출연작

### 영화
- 《최고의 시》 (2020년)
- 《아빠는 외계인》 (2022년)
- 《하이재킹》 (2024년) - 창배 역

### 드라마
- 2020년 JTBC 금토드라마 《이태원 클라쓰》 - 헌팅남 역
- 2020년 OCN 주말드라마 《미씽: 그들이 있었다》 - 김남국 역
- 2020년 KBS2 《KBS 드라마 스페셜 - 나의 가해자에게》 - 유성필 역
- 2021년 KBS2 《꽃 피면 달 생각하고》 - 심헌 역
- 2022년 tvN 《멘탈코치 제갈길》 - 이무결 역

### 연극
- 《도리안 그레이의 초상》 - 제이드(도리안) 역
- 《어나더 컨트리》 - 토미 저드 역